# جعل الشوك
جُعَل الشّوْك هي خنفساء تنتمي إلى فصيلة الجعليات، فُصيلة متلفات الفواكه. تطول نحو 35 مم. ثوبها كستني اللون تعلوه ماجة سوداء. ظهرانها مرقوش بالأبيض. زباناها عظيمة الوريقات في الذكور. يركب الشوك وأوراق الصنوبر فيؤذيها. يرقته تركب جذور الكرمة والصنوبريات والنجيليات.

## معرِض الصور

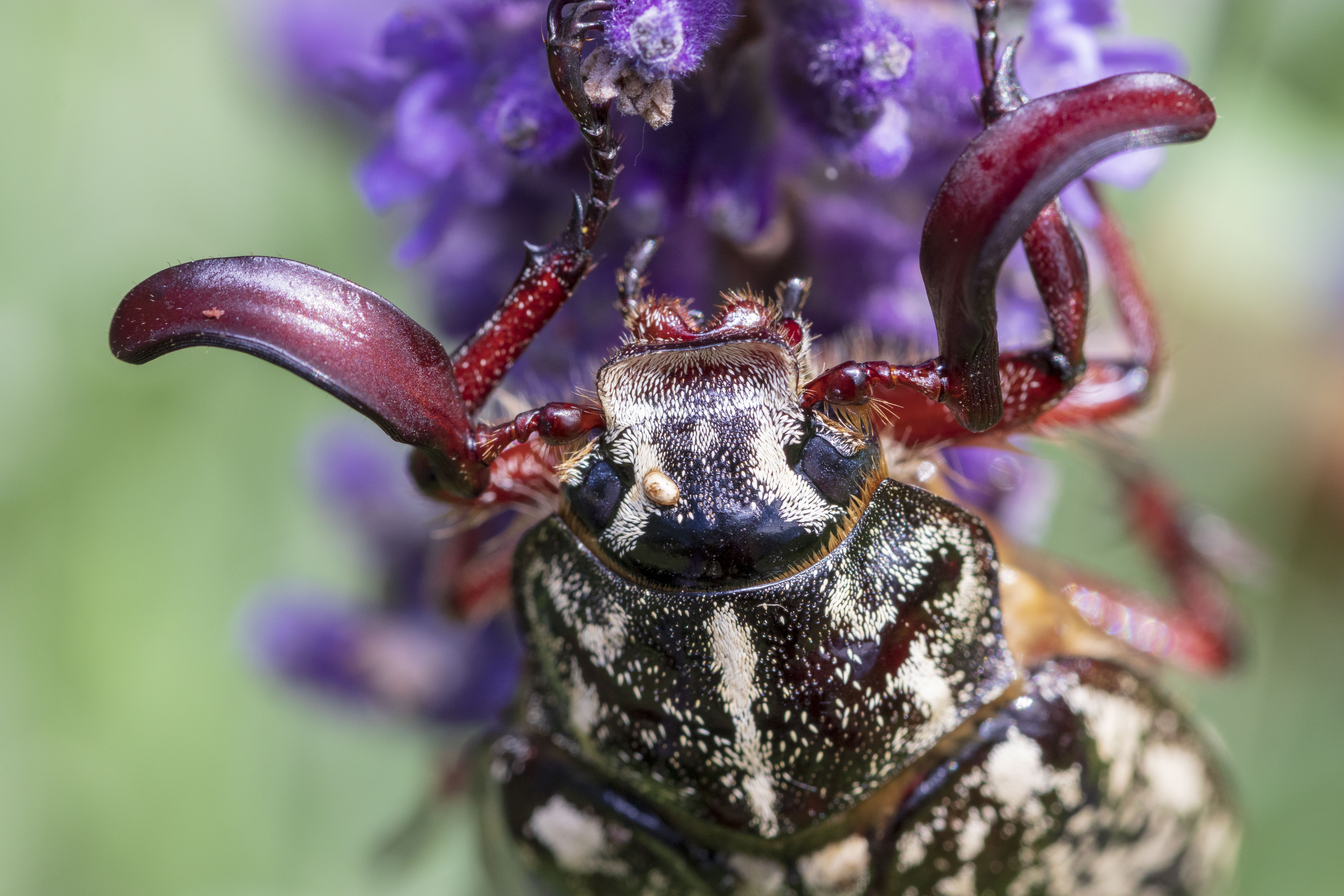
رأس جعل الشوك بزبانيات في وضع مغلق.
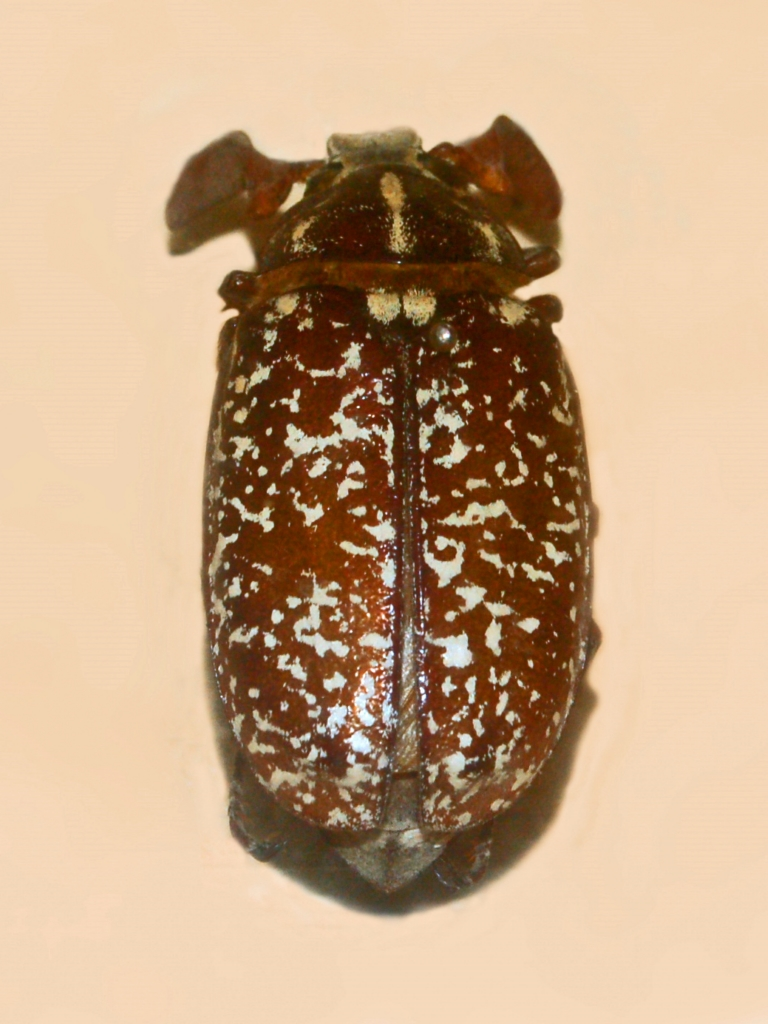
ذكر جعل الشوك
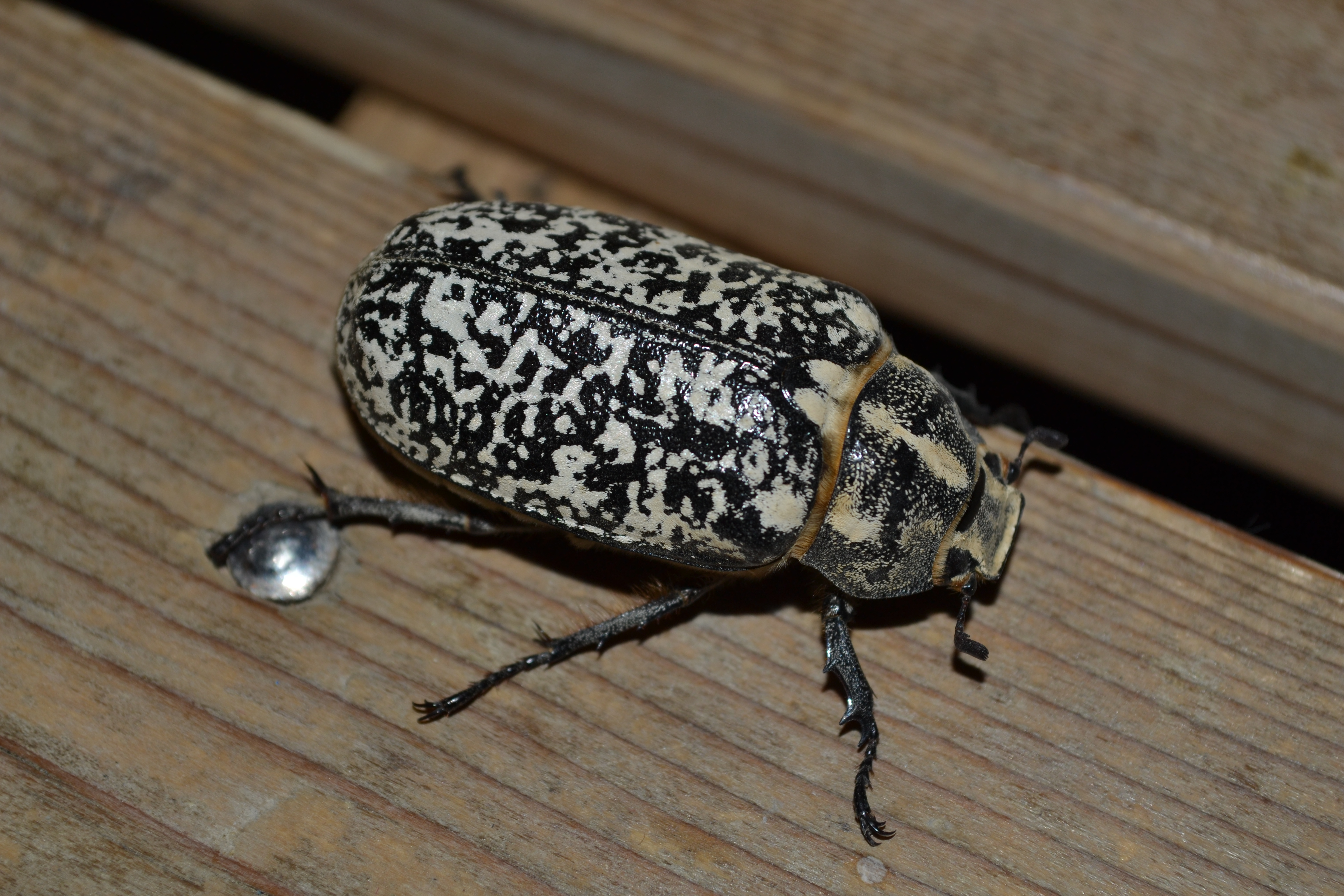
أنثى، في فرنسا، 2016
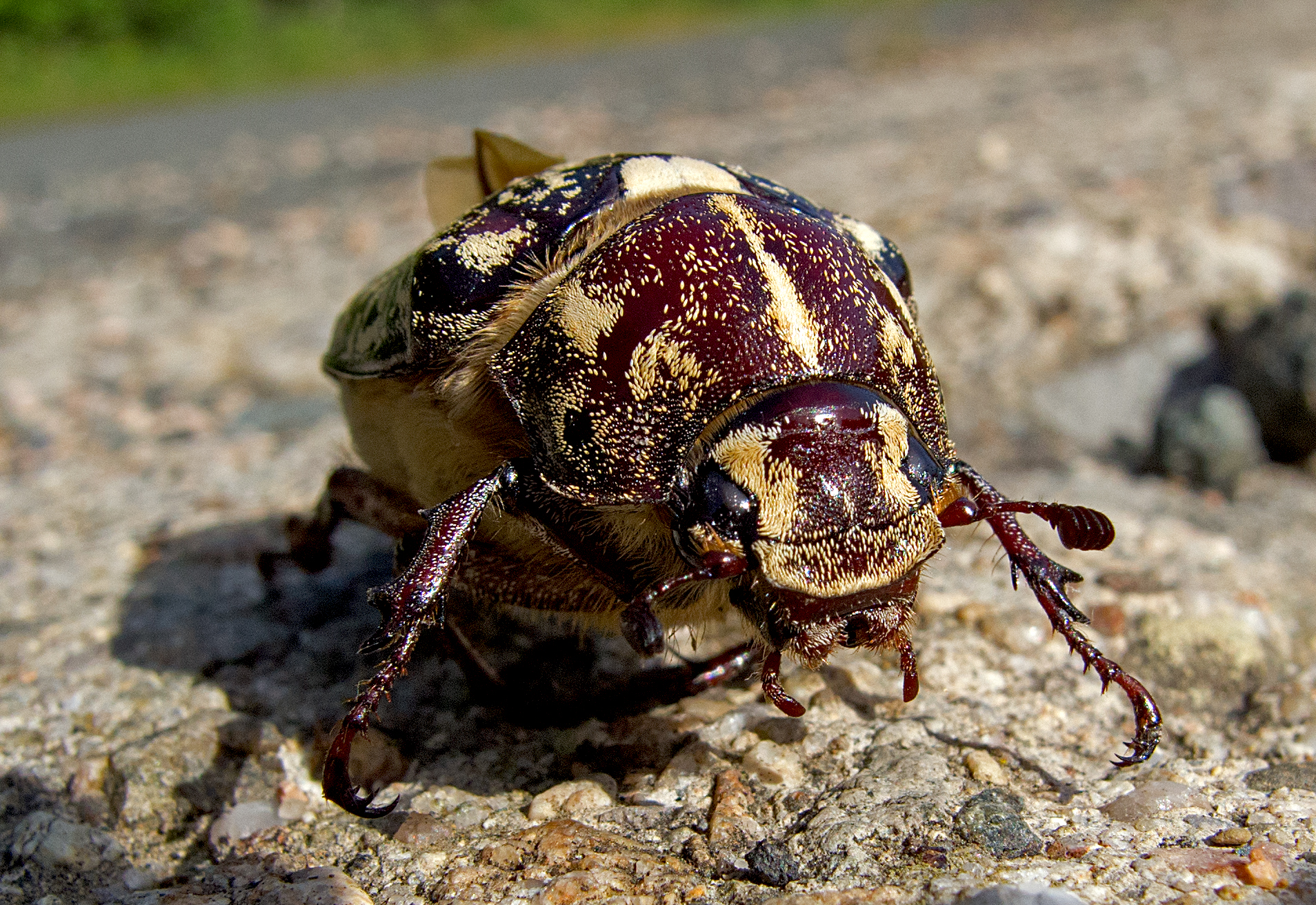
في بلغاريا عام 2016
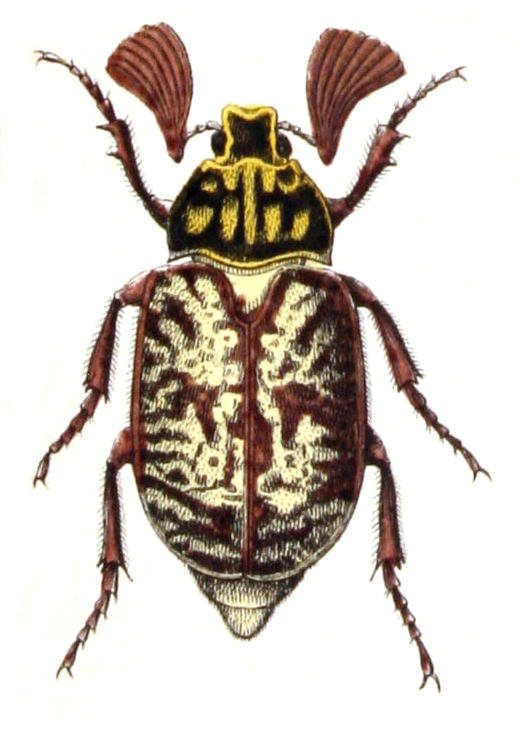
رسم توضيحي لذكر جعل الشوك Calwer's Käferbuch ، 1876
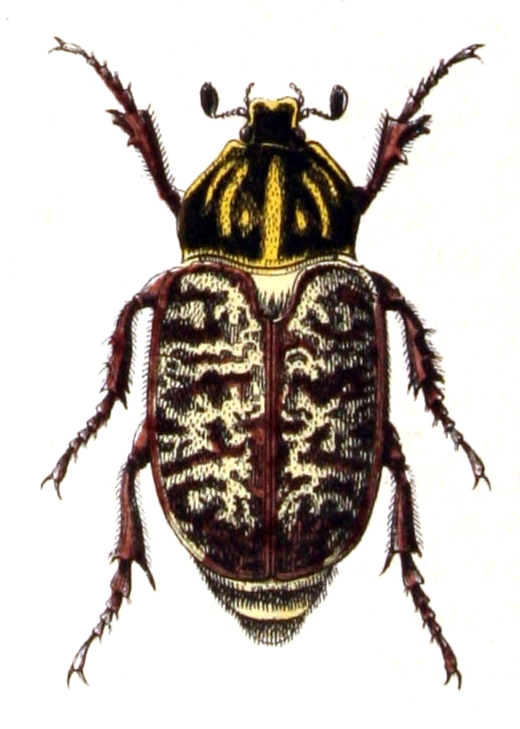
رسم توضيحي لأنثى جعل الشوك من Calwer's Käferbuch ، 1876